# 诗巫岛
幸福岛，是位于马来西亚柔佛州丰盛港县南海的岛群，由四座群岛组成，最主要岛屿为幸福大岛。该岛位于柔佛东海岸丰盛港东南约20公里处。

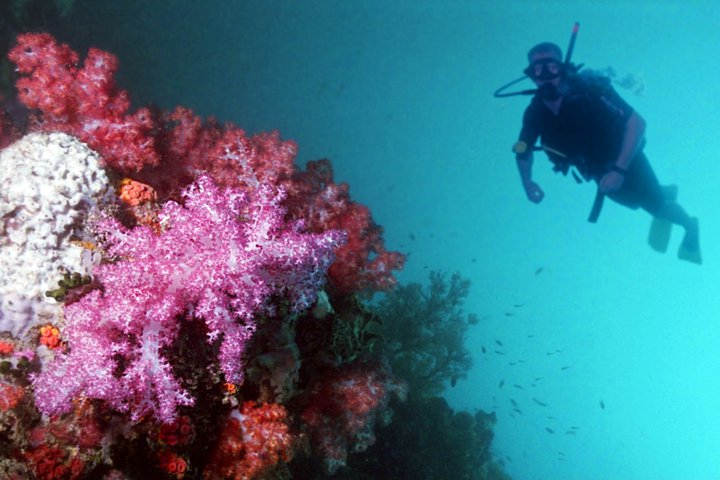
位于幸福岛的潜水活动

## 地理
幸福岛由几个岛屿组成，分别是幸福大岛(Sibu Besar)，幸福中岛(Sibu Tengah)，幸福库克斯岛(Kukus Sibu)和幸福末岛(Hujung Sibu)。诗巫东部有四个主要海滩。主岛幸福大岛（Sibu Besar）长约6公里，宽1公里，大部分被热带植被覆盖。

## 活动
岛上的主要休闲活动是浮潜和潜水等水上运动，众多珊瑚礁近在咫尺。大多数海滩胜地都位于主岛的东部。岛上拥有两座休闲中心Sea Gypsy Village Resort and Dive Base和Sibu Island Cabanas，与丁宜岛的海滩相望。其他度假胜地，例如Rimba度假胜地，位于对面。面对大陆的度假村有MYVilla Farmstay，椰子村度假村，Junansa Villa和双子海滩度假村。除面对大陆的游客外，大多数度假村在每年的3个月的季风期间关闭。

## 交通
可以从丰盛港乘渡轮前往该岛。